# Черемухово (Сєвероуральський міський округ)
Чере́мухово (рос. Черёмухово) — селище у складі Сєвероуральського міського округу Свердловської області.
Населення — 5988 осіб (2010, 7391 у 2002).
До 12 жовтня 2004 року селище мало статус селища міського типу.